# スマートテレビ

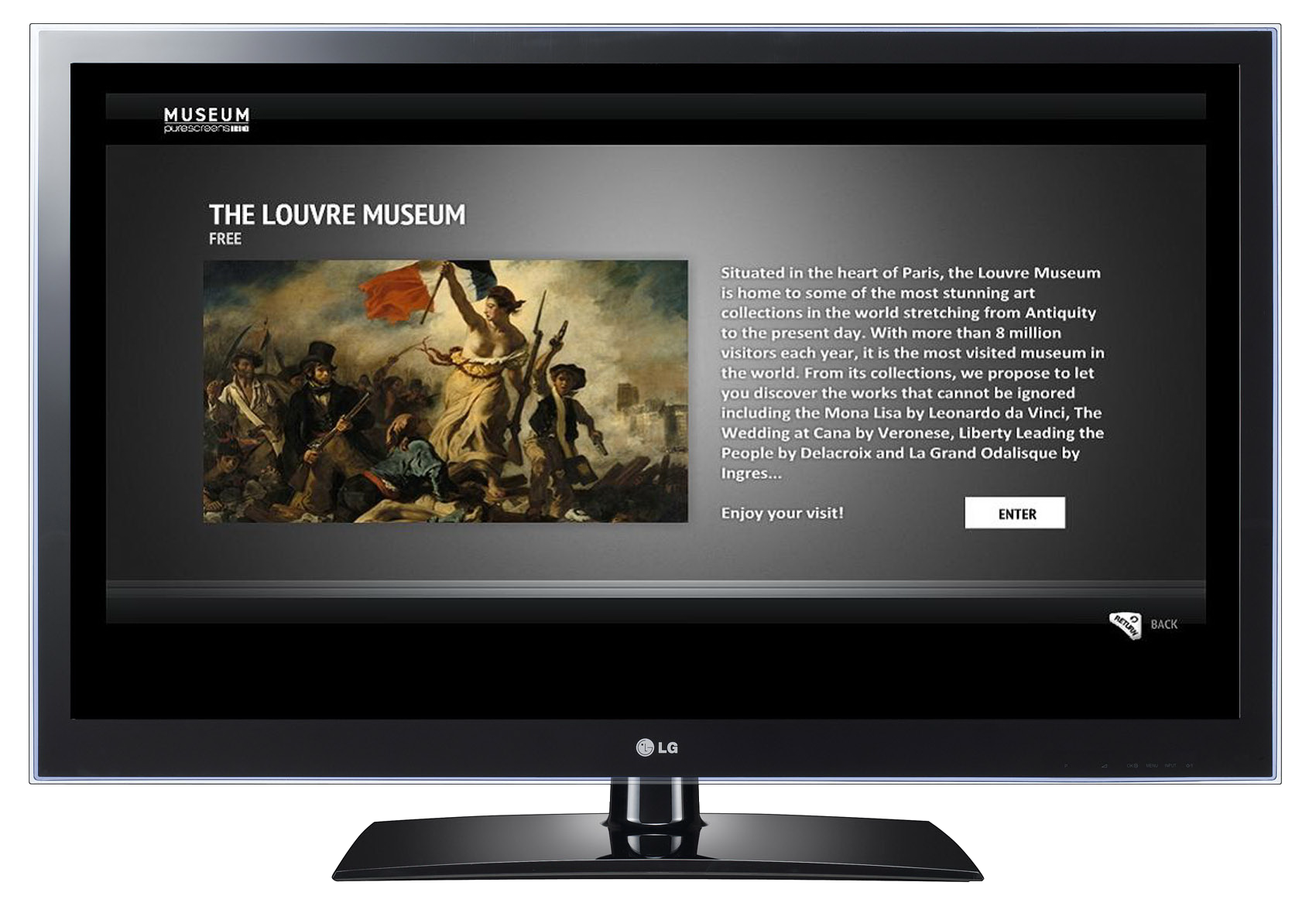
スマートテレビ

スマートテレビ（Smart TV）とは、インターネットへの接続機能を備え、多機能・双方向の利用を可能にしたテレビ受像機のこと。また、インターネット機能を従来のテレビ受像機・セットトップボックスへ統合することや、コンピュータとテレビ受像機・セットトップボックスの技術融合を表現するときに使われる用語。コネクテッドTV（CTV）、ハイブリッドTVと呼ばれることもある。
スマートテレビは、双方向性、インターネットへの接続、OTTサービスにより重点を置いていて、従来のテレビ受像機やセットトップボックスが重視していた伝統的な放送メディアに依存しない。現代のスマートフォンがインターネット・ウェブウィジェット・アプリケーションソフトを統合している方法に類似しており、それゆえ、名称も類似している。
スマートテレビを可能にする技術は、テレビだけでなくセットトップボックス、Blu-ray再生機器、ゲーム機、宿泊施設のテレビ設備などの多様な機器に組み込まれている。ユーザーはこれらの機器で動画配信サービス・ウェブサイト・アプリストアなどを検索し、動画・映画・写真などのコンテンツを閲覧することができる。
IPTV・WebTVとは別物である。（ハードウェアとしての）インターネットテレビとはほぼ同義だが、スマートフォンのような多様なコンテンツ、アプリケーションの利用を目指している点で異なる。

## 特徴

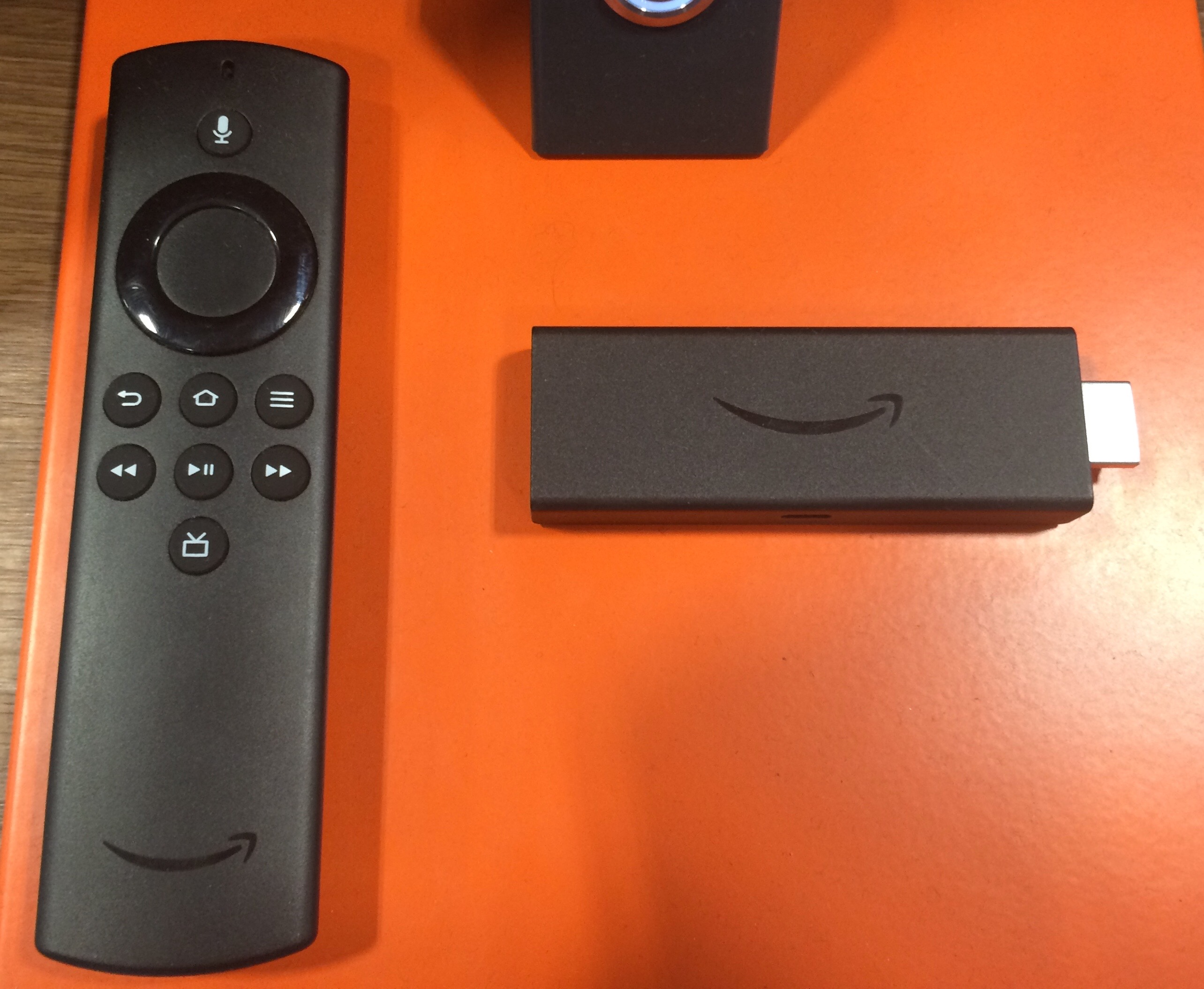
外付けのストリーミングデバイスを用いることでも従来のテレビをスマートテレビ化できる。

スマートテレビは、インターネットに接続することでインターネット上にある多様なコンテンツを視聴できる機能を備えている。この機能や仕組みはスマートフォンと同等であるため、スマートテレビはスマートフォンの一部の機能が内蔵されたテレビと考えることができる。
番組提供者は、通常のテレビ放送やビデオオンデマンド、BBCのiPlayerのような過去の番組を視聴できるサービスを提供している。また、外付けHDDやクラウドストレージ、YouTubeにアップロードされた動画も簡単に視聴できる。
SNSのような高度な双方向性と自由な利用が可能であることが求められる時代において、視聴者が自分のタイミングで番組を見たり双方向での参加が可能な仕組みは、現代のメディア消費のトレンドに合致している。こうした機能は、有料番組を提供する企業にとってますます一般的なものとなっている。日本におけるテレビ受像機のインターネット接続率は、2015年には24.5％だったが2023年には59.6％まで伸長した。
スマートテレビには自動コンテンツ認識 (ACR) 技術が導入され、ユーザーが視聴したコンテンツの内容や長さ、スキップしたコンテンツなどがリアルタイムでACR提供事業者側にデータ収集されている。こうしたACRの分析データは、ユーザ個人向けにカスタマイズされた広告配信などに応用されている。ユーザーはオプトアウト (データ捕捉拒否) を選択することができるものの、2022年時点でスマートテレビ利用者の9割が拒否せずに視聴データをACR側に提供しているとの報告もある。
市販のスマートテレビの多くは一般的に従来のテレビ放送も視聴できるが、一部にはテレビチューナーを内蔵していないものがあり、それらはチューナーレステレビと呼ばれる。チューナーレステレビはテレビ信号を受信できないため、NHK受信料の支払いが不要となる。

## スマートテレビプラットフォームの一覧
複数の企業に、ソフトウェアのフレームワークやミドルウェアとして使用されている有名なスマートテレビプラットフォーム/アプリケーションソフトの一覧。

### メーカー独自のプラットフォーム
- webOS、NetCast[22][23][24] (LGエレクトロニクス)
- Viera Cast、Viera Connect (パナソニック)
- PlayStation TV (ソニー)
- NetTV[25] (フィリップス)
- Tizen OS、Samsung Smart TV[26][27][28] (サムスン)
- Aquos Net+ (シャープ)
- Toshiba Places (東芝)

### 映像表示機器が別途必要
セットトップボックスや、スマートスティックと呼ばれる機器を接続するタイプ。
- Roku
- Amazon Fire TV
- Google Chromecast
- Apple TV
- Nvidia Shield TV
- プレイステーション3 (ソニー) - ゲーム機だが、スマートテレビの特徴を多数持つ[29]。
- Xbox 360 (マイクロソフト) - ゲーム機だが、スマートテレビの特徴を多数持つ。しかし、公式のSDKやNDKやアプリストアなどはない。

### 複数の企業が利用するミドルウェア提供者
標準化団体によって管理：
- Ginga (SBTVD Middleware) (Brazilian Digital TV System)[30]
- HbbTV（HbbTV コンソーシアム）
- Tru2way (CableLabs)

特定のエディタによって管理：
- Android TV / Google TV[31] - 最も多くの企業に採用されているプラットフォーム[32]
- Boxee（カスタムGUIや独自のアプリケーションフレームワークを持つ、XBMC Media Centerのソフトウェアの人気フォーク)[33][34]
- Microsoft Mediaroom[35][36][37][38]（マイクロソフト）前身は Microsoft TV IPTV Edition[39]
- MeeGo for Smart TV[40]（Linux Foundation、インテル、AMD[41]）XBMC Media Centerソフトウェアから派生[42][43][44][45]
- TVBLOB[46] (Tiscali TvBox, TELE System Electronic's Free-To-Air DVB Receiver,[47] TVBLOB Srl の BLOBbox で使用[48])
- Ubuntu TV[49] (Canonical により Unity と Ubuntu に基づく)[50][51][52]
- XBMC Media Center, XBMC財団とそのオープンソースコミュニティが開発
- Yahoo! Connected TV、前身は Yahoo! GoTV (by Yahoo!)[53]
- RAYV

## スマートテレビCM拒否騒動
2013年7月、パナソニックが発売するスマートテレビのテレビCMの放映を民放各局が拒否していることが明らかになった。
拒否の理由については電波産業会（ARIB）の規約違反が要因であるとされている。ARIBは日本の携帯電話やデジタル放送に関する標準規格策定を行っている業界団体であり、通信業界、放送業界、製造メーカーらで構成されている。
ARIBによると、テレビとして発売する以上、視聴者がテレビ放送とネットコンテンツを混同しないよう"テレビの電源を入れるとまずテレビ放送のみが表示されるようにするのが好ましい"というルールがあるが、パナソニックのスマートテレビはテレビの電源を入れるとテレビとネットコンテンツが同時に表示されるため規約違反とされた。あくまで視聴者に誤解を与えないための規約で、テレビ放送とテレビ以外のコンテンツを同時に表示することを禁止するものではないとされる。
2013年9月、パナソニックは同年4月に発売した「スマートビエラ」について、次年度以降に発売する機種から仕様を見直す方針を決めた。これを受け、民放各社は同社のスマートテレビのCM放送を再開した。
その後、スマートテレビの重要性が認知された2024年には、パナソニックのビエラにAmazon Fire OSが搭載された。これにより地上波テレビ番組とネット動画がホーム画面にあわせて表示されシームレスに選択できる仕様となった。

## 参照
1. 1 2  日本大百科全書(ニッポニカ),知恵蔵mini,デジタル大辞泉. “スマートテレビとは”. コトバンク. 2021年9月23日閲覧。
2. ↑  Steve Kovach (2010年12月8日). “What Is A Smart TV?”.   Businessinsider.com. 2012年1月17日閲覧。
3. ↑  Carmi Levy Special to the Star (2010年10月15日). “Future of television is online and on-demand”. Toronto Star 2012年1月17日閲覧。
4. ↑  “After 14 years, FCC Tries Again To Bring Competition to Cable Access”.   Broadbandbreakfast.com (2010年10月15日). 2012年1月17日閲覧。
5. ↑  October 20, 2010 by Jeremy Toeman 41 (2010年10月20日). “Why Connected TVs Will Be About the Content, Not the Apps”.   Mashable.com. 2012年1月17日閲覧。
6. ↑  Sunday, October 24, 2010 (2010年10月24日). “Internet TV and The Death of Cable TV, really”.   Techcrunch.com. 2012年1月17日閲覧。
7. ↑  “Smart TV Shower Opens Smart Life”.   Koreaittimes.com (2010年10月7日). 2012年1月17日閲覧。
8. ↑  “Google “Smart TV” launch at IO confirmed by press site”.   Slashgear.com. 2012年1月17日閲覧。
9. ↑  “The Next Smart TV – On it’s Way!”.   Brajeshwar.com (2010年9月14日). 2012年1月17日閲覧。
10. ↑  “Windows Media Center Embedded gets Acer Smart TV STB demo; Intel CE4200 unveiled”.   Slashgear.com. 2012年1月17日閲覧。
11. ↑  “Smart TV also pushed by Samsung at IFA 2010”.   I4u.com. 2012年1月17日閲覧。
12. ↑  “Samsung D9500 is 75-inches of Smart TV”.   Slashgear.com. 2012年1月17日閲覧。
13. ↑  “Panasonic's 1.4 kHz dual-core Smart TV chip is industry's fastest, should load Netflix quicker”.   Engadget.com. 2012年1月17日閲覧。
14. 1 2  “Roku 2: Same Old (But Still Good), Same Old”.   Gizmodo.com (2011年8月4日). 2012年1月17日閲覧。
15. ↑  “Netgear unveils NeoTV Streaming Player, takes another shot at the smart TV market”.   Engadget.com. 2012年1月17日閲覧。
16. ↑  “IPTV World Series Awards 2010 Winners Announced”.   TVover.net. 2012年1月17日閲覧。
17. ↑  “「コネクテッドTV（CTV）とは？」今さら聞けない！基本の『キ』｜VR Digest plus メディアとビジネスのミライを見つめる。 | ビデオリサーチ”. VR Digest plus　メディアとビジネスのミライを見つめる。 | ビデオリサーチ (2023年6月9日). 2024年8月18日閲覧。
18. 1 2  “What Is Automatic Content Recognition? | ACR in Advertising” [自動コンテンツ認識とは何か？ | 広告業界におけるACR]. AXINSIGHTS (英語). AUDIENCEX. 12 September 2024. 2024年12月11日閲覧.
19. ↑  Peterson, Tim (3 January 2022). “WTF is automatic content recognition?” [自動コンテンツ認識とは一体何なのか？] (英語). Digiday. 2024年11月27日時点のオリジナルよりアーカイブ. 2024年12月11日閲覧.
20. ↑  安倍晋三 (2020年1月31日). “衆議院議員中谷一馬君提出通信と放送が融合する新時代におけるＮＨＫの受信料のあり方に関する質問に対する答弁書”.   衆議院. 2023年8月13日閲覧。
21. ↑  大上悟 (2023年5月6日). “チューナーレステレビ拡大中 新機種続々、異業種の参入も NHK「割増金制度」追い風業界期待”. 日刊スポーツ. 2023年8月13日閲覧。
22. ↑  “Smart TV”.   Lg.com. 2012年1月17日閲覧。
23. ↑  “LG Smart TV – Access the World of Entertainment using the LG Smart TV”.   Lg.com. 2012年1月17日閲覧。
24. ↑  “LG Smart TV – Easily Connect, Stream and Share with the new LG Smart TV”.   Lg.com. 2012年1月17日閲覧。
25. ↑  「Philips NetTV Homepage」
26. ↑  「Samsung 2011 CES Wrap-up: Products for a Smarter Life」
27. ↑  “The Wonder of Samsung Smart TVs”.   Samsung.com. 2012年1月17日閲覧。
28. ↑  「Samsung Smart TV Challenge」
29. ↑  「PlayStation Suite's 'open beta' SDK available to download now」
30. ↑  http://www.ginga.org.br/ Ginga TV Interativa
31. ↑  https://www.google.com/tv/
32. ↑  “「Android TV」「Google TV」搭載のスマートテレビは便利？ メリットとデメリットをしっかり見極めて選ぼう！【2022年2月版】”. Fav-Log by ITmedia. 2024年7月27日閲覧。
33. ↑  September 15, 2011 (2011年9月15日). “IBC 2011: Smart TV Q&A with iomega’s Olivier D’Eternod”.   Scoop.intel.com. 2012年1月2日時点のオリジナルよりアーカイブ。2012年1月17日閲覧。
34. ↑  “Boxee See Internet TV Moving Away From The Computer To Mobile And Connected TV”.   Worldtvpc.com (2011年12月29日). 2012年1月17日閲覧。
35. ↑  “Microsoft Mediaroom: IPTV gets a makeover”.   Engadget.com. 2012年1月17日閲覧。
36. ↑  “Microsoft unveils all new time shifting, interactive features for Mediaroom IPTV”.   Engadget.com. 2012年1月17日閲覧。
37. ↑  “New Mediaroom clients to bring Microsoft's TV platform everywhere this year”.   Engadget.com. 2012年1月17日閲覧。
38. ↑  http://www.reuters.com/article/2012/01/11/us-microsoft-video-idUSTRE80A1KL20120111
39. ↑  https://www.itmedia.co.jp/news/articles/0706/19/news014.html
40. ↑  https://meego.com/devices/smart-tv MeeGo for Smart TV
41. ↑  “AMD to contribute to MeeGo development”.   The H open (2010年11月15日). 2011年1月27日閲覧。
42. ↑  “MeeGo Smart TV for Trimslice”.   Wiki.meego.com (2011年9月21日). 2012年3月9日時点のオリジナルよりアーカイブ。2012年1月17日閲覧。
43. ↑  “XBMC + MeeGo hardfp on trimslice – nvidia tegra2 (MeeGo TV)”.   Madeo.co.uk (2011年8月1日). 2012年1月17日閲覧。
44. ↑  “XBMC + MeeGo hardfp on trimslice – nvidia tegra2 (MeeGo TV)”. 'Youtube' (2011年8月1日). 2012年1月17日閲覧。
45. ↑  https://build.pub.meego.com/package/show?package=xbmc-gles&project=home%3Aarfoll%3Axbmc-testing xbmc-gles
46. ↑  “TVBLOB Srl – The Platform”.   Tvblob.com. 2012年1月17日閲覧。
47. ↑  http://www.Telesystem-World.com TELE System Electronic Srl
48. ↑  “BLOBbox – a connected DTT decoder”.   Blobbox.tv. 2012年1月17日閲覧。
49. ↑  http://www.ubuntu.com/devices/tv
50. ↑  “Canonical outs Ubuntu TV: Brave or stupid?”.   Extremetech.com (2012年1月9日). 2012年1月17日閲覧。
51. ↑  Schofield, Jack (2012年1月9日). “CES 2012: free Ubuntu TV has service and revenue fees”.   Zdnet.co.uk. 2012年1月17日閲覧。
52. ↑  “Unity-based Ubuntu TV takes on Google TV”. 2012年9月6日時点のオリジナルよりアーカイブ。2012年9月6日閲覧。
53. ↑  http://connectedtv.yahoo.com/ Yahoo! Connected TV
54. ↑  “スマートビエラはなぜ、CMを拒否されたのか?（大元隆志） - 個人”. Yahoo!ニュース. 2021年9月23日閲覧。
55. ↑  “パナソニック、スマートTVの仕様見直し 民放の反発受け”. 日本経済新聞 (2013年9月12日). 2021年9月23日閲覧。
56. ↑  “パナソニックとアマゾン、Fire TV搭載「ビエラ」が登場--テレビ番組もネット動画もこれ1台”. CNET Japan (2024年5月8日). 2024年8月18日閲覧。